# Список умерших в 992 году

## Январь
- 27 января — Матильда Французская, королева-консорт Бургундии (ок. 964—992)[1].

## Февраль
- 29 февраля — Освальд Вустерский, архиепископ Йоркский (972—992).

## Апрель
- 28 апреля — Джаухар ас-Сакали, полководец Фатимидского халифата.

## Май
- 25 мая — Мешко I, первый исторически достоверный польский князь (960—992)[2].

## Июнь
- 15 июня — Михаил I, православный святой, первый митрополит Киевский[3].
- 27 июня — Конан I, граф Ренна (ок. 970—992), герцог Бретани и граф Нанта (990—992)[4].

## Дата смерти неизвестна или требует уточнения
- Абу-ль-Хасан аль-Амири, мусульманский теолог и философ[5].
- Алоара, принцесса, правившая Капуей вместе со своим сыном с 982 по 992 годы[6].
- Лев Диакон, византийский писатель, историк.
- Марин II, герцог Неаполя (968—992).
- Харун Бугра-хан, правитель Караханидского каганата (970—992).
- Хоэль II, граф Ванна (990—992).